# Jeanne Calment
Jeanne Louise Calment, francoska superstoletnica, * 21. februar 1875, † 4. avgust 1997.
Calment je trenutno priznana kot človek z najdalj trajajočo življenjsko dobo (122 let in 164 dni). Kot prva oseba je praznovala 115., 116., 117., 118., 119., 120., 121. in 122. rojstni dan. Je tudi edina oseba, ki je presegla 119 let na podlagi uradne dokumentacije.
17. oktobra 1995 je postala najstarejša živeča oseba; prehitela je Shigechiyo Izumi, katere starost pa je pod vprašajem.
Ob smrti je bila zadnja živeča oseba 70. let 19. stoletja.